# فرودگاه شهرستان اسپن – پیتکین
فرودگاه شهرستان اسپن – پیتکین (به انگلیسی: Aspen – Pitkin County Airport) (به زبان بومی: Sardy Field) یک فرودگاه همگانی بهره‌برداری هوایی با کد یاتا ASE است که یک باند فرود آسفالت دارد و طول باند آن ۲۱۳۵ متر است. این فرودگاه در شهر اسپن، کلرادو کشور ایالات متحده آمریکا قرار دارد و در ارتفاع ۲۳۸۴ متری از سطح دریا واقع شده‌است.

## شرکت‌های هواپیمایی و مقصدهای پروازی

### مسافری
| شرکت‌های هواپیمایی | مقصدهای پروازی                                                                         |
| ----------------- | -------------------------------------------------------------------------------------- |
| امریکن ایگل       | فصلی: اوهر شیکاگو، دالاس-فورت ورث، لس‌آنجلس، فینکس اسکای هاربر (آغاز از ۱۵ دسامبر ۲۰۱۷) |
| دلتا کانکشن       | فصلی: هارتسفیلد-جکسون آتلانتا، لس‌آنجلس، مینیاپولیس−سنت پل، سالت‌لیک‌سیتی                 |
| یونایتد اکسپرس    | دنور فصلی: اوهر شیکاگو، جرج بوش، لس‌آنجلس، سانفرانسیسکو                                 |